# 布上清香
布上 清香（ぬのがみ せいこう、1942年3月8日 - ）は、埼玉県北足立郡 （現在の鴻巣市）生まれの書家。木村東道に師事。本名は京子、清香は号。

## 役職
- 新興書道展
  - 総務
  - 一部審査会員
- 清風会
  - 事務局長
  - 総務
- かとれあ書藝社総務
- 毎日書道展会員
- 清風書道教室 吹上支部長

## 書歴
- 毎日書道展にて毎日賞を受賞
- 清風書道展にて日本書作家協会賞を受賞

## 主な編著
- 月刊書道専門指導書 『清風』 連載
  - 「書聖・王羲之」
  - 「中国書人小史」
  - 「中国書道史」